# Géssica Araújo
Géssica Thaís Souza de Araújo (Maceió, 20 de dezembro de 2000) jogadora de volêi paralímpico brasileira.

## Biografia e carreira
Araújo é natural de Maceió, no Alagoas. Ela nasceu com má-formação na perna direita. Representou o Brasil integrando a Seleção Brasileira de Voleibol Sentado Feminino em diversas competições internacionais.

## Principais conquistas
- Jogos Parapan-Americanos de Jovens de 2017: ouro[3]
- Jogos Parapan-Americanos de 2019: prata[3]